# معركة الحياة (فلم)
معركة الحياة فيلم دراما مصري لعام 1950 من إخراج حسين صدقي، قصة وسيناريو وحوار عبد المنعم شاكر. الفيلم من بطولة حسين صدقي، وسميحة توفيق، ونازك، ويتابع الفيلم شقيقين مختلفين تمامًا في مبادئهما والتزامهما، فأحمد المحامي رَجُل مستقيم، في حين أن شقيقه فاضل إنسان مُتَسَلِّق، وعندما يقوم فاضل بِفَصْل أحد عمال المصنع الذي يعمل به، يتوجَّه الموظف لأحمد لكي يُدافِع عنه في القضية. صدر الفيلم إلى دور العرض المصرية في 27 نوفمبر 1950.
منح موقع قاعدة بيانات الأفلام العربية «السينما.كوم» درجة 5.8/ 10.
الفيلم هو واحد من افلام ايطالية مصرية كان يتم إنتاجها بين البلدين، وهي ليست إنتاجاً مشتركاً بل هو إتفاق أن يكون هناك فيلمان: واحد مصري بالكامل أبطاله كلهم من المصريين، والقصة نفسها يتم إنتاجها في إيطاليا بطاقم إيطالي، ولعل أشهر تجربة في هذا الصدد هي فيلم «الصقر» لصلاح أبوسيف عام 1950، بطولة عماد حمدي، وسامية جمال، أما النسخة الايطالية فهي من بطولة فيتوريو جاسمان.

## طاقم التمثيل
حسين صدقي: في دور أحمد
سميحة توفيق: في دور سامية
نازك: في دور فتحية
محمود المليجي: في دور فاضل
إستفان روستي: في دور جودت بك
حسن فايق: في دور إسماعيل
ثريا فخري: في دور والدة أحمد وفاضل
زكي إبراهيم: في دور عمر عبد المولى (والد فتحية)
محمد الديب: في دور خال فتحية
بالاشتراك مع: كيتي – رياض القصبجي – سليمان الجندي – كاميليا صبحي – عبد المنعم بسيوني – وهبة حسب الله – علية علي – عباس رحمي.

## عن طاقم التمثيل
نازك: ممثلة ايطالية سميت في النسخة المصرية نازك، وهي التي قامت بدور الفتاة الصماء فتحية، هذه الممثلة الايطالية اسمها ليليانا فلوريتى.
كيتي: هي كيتى فوتساتى من مواليد 21 أبريل 1927 بالإسكندرية لعائلة يونانية، يهودية، وقامت بالرقص في كثير من الأفلام كما قامت ببعض البطولات امام اسماعيل يس، وتزوجت المخرج حسن الصيفى. بعد قرار وزير القوى العاملة المصري بطرد الراقصات الأجنبيات وافساح المجال أمام المصريات، غضبت كيتي وسافرت، لكن لم تستسلم وتحدثت مع وزير خارجية بلادها (دومينيك دوفيلبان)، ولم يستجيب وزير الخارجية لرغباتها في العودة. كان فيلم قلب في الظلام 1960 هو آخر أفلامها في مصر، ولم يعرف أحد أين ومتى توفيت.

## أحداث الفيلم
يعيش أحمد (حسين صدقى)، وأخيه فاضل (محمود المليجى)، مع والدتهما (ثريا فخرى)، ويختلف الشقيقان في نظرتهم للحياة، حيث يفضل الاخ الأكبر فاضل ان يسلك الطريق السهل لجمع المال معتقداً أن المال هو السلاح الأقوى، ويتقرب لصاحب الشركة التي يعمل بها، ويظلم العمال لمصلحة صاحب العمل، ويسعى للزواج من ابنته سامية (سميحه توفيق) رغم عدم رضاه عن سلوكها، واكتشافه أنها كانت تسعى لعلاقة مع أخيه أحمد، ويتغاضى عن مرافقتها للرجال، ولعبها للقمار وشربها للخمر، كما أنه ليس أميناً في عمله، فهو يرتشى ضد مصلحة الشركة. يتزوج فاضل من ساميه، ويواصل حصوله على المال الحرام، وأصبح يمتلك الأطيان، والعمارات، ورصيد كبير بالبنك. ينجب فاضل ابنته فيفى (كاميليا صبحى)، وبموت صاحب المصنع، يصبح فاضل هو المتصرف في كل شيء، ويستمر في جمع المال حتى تنهار قواه ويصاب بداء القلب، ويعرض كل ثروته مقابل الصحة. يطلب فاضل من أخيه أحمد أن يكون وصياً على ابنته فيفى حتى يبعدها عن سلوك أمها السيء، أما أحمد فيترك العمل الحكومي، ويفتتح مكتباً للمحاماة، مفضلاً العمل الحر، ليدافع عن المظلومين، ويرفض قضايا الظالمين. يصاب عمر عبد المولى (زكى إبراهيم) العامل بشركة فاضل، بفقدان بصره أثناء العمل، وترفض الشركة تعويضه. يذهب عمر، وابنته فتحية (نازك) التي أصيبت بفقد النطق مما أصاب والدها، ويتعهد أحمد بالدفاع عنه دون مقابل. يوافق عمر على عمل ابنته الممرضة فتحيه في خدمة أم أحمد المريضة، وترفض فتحية أي مقابل مادي، وهكذا تكتسب حب الجميع. يتعرض عمر لحادث طريق يودي بحياته، ويتولى أحمد رعاية فتحيه، ويكتشف أنها تحبه، فيتزوجها وينجب إبنه عادل (سليمان الجندى). يموت فاضل ويرث أحمد نصف ثروته، ويقرر الاحتفاظ بها حتى تكبر ابنة أخيه وتستردها. تعرض وزارة الخارجية على أحمد منصب سفير في لندن، ولكنه يرفض بسبب حالة زوجته المرضية، وتشعر فتحية أنها عقبة في طريق مستقبل زوجها فتهجر بيتها، وابنها الصغير، وترحل، بعد رؤيتها لسامية وهي تحاول التقرب من أحمد، وبالفعل تقترب سامية أكثر بعد رحيل فتحية، وتحاول قتل عادل بن أحمد بالسم البطيئ حتى يتفرغ لها أحمد، ولكن تسقط زجاجة السم على طعام إبنتها فيفى فتلقى مصرعها، وتصاب سامية بلوثة عقلية، وتختطف عادل لتقتله. تعثر فتحية على خالها (محمد الديب) الذي أصبح ثرياً، ويحاول علاجها دون جدوى، ويظن أحمد أن خالها هو عشيقها فيطلقها، ولكنها تعلم باختطاف إبنها، فتسارع لمنزل سامية، وتدخل معها في صراع مع لإنقاذ ابنها الذي يكاد يسقط من الشرفة، وتجد فتحية نفسها تنادي عليه ويعود لها صوتها، ويعرف أحمد الحقيقة، ويردها لعصمته.

## استقبال الفيلم
كتب محمود قاسم على موقع الشروق: «أننا أمام فيلم نظيف من بين سينما تلك الفترة التي امتلأت بالراقصات والغوانى، انه العالم الذي يفضله حسين صدقي، فالفتاة فتحية تلجأ دوما إلى الدعاء، ونسمع صوتها تبتهل من خارج الكادر حتى المشهد الأخير، ولعلنا هنا أمام واحد من أكثر أفلام المخرج استشهاداً بالنصوص الدينية، من خلال الآيات القرآنية التي تدعو إلى الاهتمام بالوالدين... يذكرنا المخرج، والمؤلف دوماً أننا أمام درس في الأخلاق الحميدة على طريقة التعليمات التي كانت مكتوبة على الغلاف الخلفي لكراسات التلاميذ في المدارس، ويكفي أن نشاهد أحمد وهو يلقى أياً من التعليمات في أي مشهد، فهو يتكلم واقفاً كأنه فوق منبر أمام حشد من الناس تتكلم حنجرته في المقام الأول، وبسبب هذا السلوك فإن أحمد يحصل على جزائه، ويصبح سفيراً لبلاده في لندن»، يتابع المقال في نقد حسين صدقي قائلاً: «يقوم بالإنتاج والإخراج طالما انه يمتلك المال، لكن ما لا يغتفر له هو إصراره على تأليف أفلامه كمنتج، ومنها أفلام أخرى مثل»يسقط الاستعمار «، و»آدم وحواء «، و» المصرى أفندى"، وهي قصص لا يكتبها أطفال صغار ترتبك فيها الحبكات، تبدو المواقف التي وضع فيها أبطاله ساذجة، لا يعرف كيف يخرجهم منها".

## روابط خارجية
- معركة الحياة على موقع IMDb (الإنجليزية)
- معركة الحياة على موقع الدهليز
- معركة الحياة على موقع قاعدة بيانات الأفلام العربية